# Niccolò Caracciolo Moschino
Niccolò Caracciolo Moschino (anche Nicola, mentre il cognome può essere Misquinus o Moscinus) (Napoli, 1320/1330 – Roma, 29 luglio 1389) è stato un cardinale italiano, conosciuto come il Cardinale di San Ciriaco.

## Biografia
Proveniente dalla nobile famiglia napoletana dei Caracciolo, nacque probabilmente a Napoli nella prima metà del XIV secolo. Era parente del futuro cardinale Corrado Caracciolo.
Entrò nell'Ordine dei frati predicatori. Nel 1363 il capitolo generale dell'Ordine, radunato a Magdeburgo, lo nominò lettore di teologia nel convento di Firenze. Successivamente insegnò teologia presso il convento di San Domenico a Napoli e fu poi inquisitore nel Regno di Sicilia, dove riuscì ad allacciare ottime relazioni con la regina Giovanna I. La regina lo inviò a Roma per congratularsi con papa Urbano VI per la sua elezione al pontificato.
Il 18 settembre 1378 fu creato cardinale presbitero con il titolo di San Ciriaco alle Terme Diocleziane. Fu camerlengo del Sacro Collegio dei Cardinali dal 1378 al 1386, quando si dimise. Fu nominato gran penitenziere nell'agosto 1379. Il 26 marzo 1382, in qualità di legato della Sede Apostolica, nomina il monaco Marco di Conte Graziani da Sansepolcro visitatore, correttore, punitore e riformatore del priore generale, degli abati, delle badesse, dei priori, delle prioresse, dei proposti, degli ufficiali, dei frati, delle suore e delle persone dell’Ordine camaldolese.
Morì in odore di santità ed è venerato come beato.